# فردیناند فون فرانگل
فردیناند فون فرانگل (روسی: Фердина́нд Петро́вич Вра́нгель؛ ۲۹ دسامبر ۱۷۹۷ – ۲۵ مهٔ ۱۸۷۰) گردشگر، دریانورد و سیاستمدار اهل امپراتوری روسیه بود.
وی از سال ۱۸۳۰ تا ۱۸۳۵ ششمین فرماندار آمریکای روسیه و از سال ۱۸۵۵ تا ۱۸۵۷ وزیر نیروی دریایی امپراتوری روسیه بوده است.